# 下五井町
下五井町（しもごいちょう）は、愛知県豊橋市の地名。

## 地理
豊橋市北西部に位置する。東は大村町・瓜郷町、西は川崎町・清須町、南は横須賀町、北は豊川市小坂井町に接する。

### 河川
- 豊川放水路[1]

### 字一覧
- 青木（あおき）[WEB 5]
- 沖田（おきだ）[WEB 5]
- 小馬場（こまんば）[WEB 5]
- 笹見原（ささみばら）[WEB 5]
- 白川（しらかわ）[WEB 5]
- 城屋敷（しろやしき）[WEB 5]
- 甚太前（じんたまえ）[WEB 5]
- 捨田（すだ）[WEB 5]
- 茶屋前（ちゃやまえ）[WEB 5]
- 寺前（てらまえ）[WEB 5]
- 天王（てんのう）[WEB 5]
- 西屋敷（にしやしき）[WEB 5]
- 東店（ひがしだな）[WEB 5]
- 南田（みなみだ）[WEB 5]
- 南屋敷（みなみやしき）[WEB 5]
- 宮後（みやうしろ）[WEB 5]

## 歴史

### 人口の変遷
国勢調査による人口および世帯数の推移。
| 1995年（平成7年）  | 287世帯 975人  |  |
| 2000年（平成12年） | 307世帯 1004人 |  |
| 2005年（平成17年） | 319世帯 1001人 |  |
| 2010年（平成22年） | 375世帯 1034人 |  |
| 2015年（平成27年） | 382世帯 1018人 |  |

### 沿革
- 江戸時代 - 三河国宝飯郡下五井村として所在[2]。下御油村の表記もあったという[2]。当初は吉田藩領[2]。
- 安永元年 - 遠江相良藩領となる[2]。
- 安永3年 - 吉田藩領に復する[2]。
- 1889年（明治22年） - 宝飯郡鹿菅村大字下五井となる[2]。
- 1906年（明治39年） - 宝飯郡下地町大字下五井となる[2]。
- 1932年（昭和7年） - 豊橋市下五井町となる[2]。

## 交通
- JR東海道本線[1]
- JR飯田線[1]
- 名鉄名古屋本線[1]
- 国道1号[1]

## 施設
- 豊橋魚市場[1]

1966年（昭和41年）、従来の豊橋市魚町から移転。
- 日吉神社[1]
- 曹洞宗玄超院[1]

- 豊橋魚市場

### WEB
1. ↑  “愛知県豊橋市の町丁・字一覧”.   人口統計ラボ. 2023年4月13日閲覧。
2. ↑  総務省統計局 (2017年1月27日). “平成27年国勢調査の調査結果(e-Stat) - 男女別人口及び世帯数 －町丁・字等” (CSV). 2021年7月21日閲覧。
3. ↑  “愛知県豊橋市の郵便番号一覧”.   日本郵便. 2023年4月13日閲覧。
4. ↑  “市外局番の一覧” (PDF).   総務省 (2022年3月1日). 2022年3月22日閲覧。
5. 1 2 3 4 5 6 7 8 9 10 11 12 13 14 15 16  “愛知県豊橋市 住所一覧から地図を検索”.   ONE COMPATH. 2023年8月17日閲覧。
6. ↑  総務省統計局 (2014年3月28日). “平成7年国勢調査の調査結果(e-Stat) - 男女別人口及び世帯数 －町丁・字等” (CSV). 2021年7月20日閲覧。
7. ↑  総務省統計局 (2014年5月30日). “平成12年国勢調査の調査結果(e-Stat) - 男女別人口及び世帯数 －町丁・字等” (CSV). 2021年7月20日閲覧。
8. ↑  総務省統計局 (2014年6月27日). “平成17年国勢調査の調査結果(e-Stat) - 男女別人口及び世帯数 －町丁・字等” (CSV). 2021年7月21日閲覧。
9. ↑  総務省統計局 (2012年1月20日). “平成22年国勢調査の調査結果(e-Stat) - 男女別人口及び世帯数 －町丁・字等” (CSV). 2021年7月21日閲覧。
10. ↑  総務省統計局 (2017年1月27日). “平成27年国勢調査の調査結果(e-Stat) - 男女別人口及び世帯数 －町丁・字等” (CSV). 2021年7月21日閲覧。

### 書籍
1. 1 2 3 4 5 6 7 8 9 10  「角川日本地名大辞典」編纂委員会 1989, p. 1788.
2. 1 2 3 4 5 6 7 8 9  「角川日本地名大辞典」編纂委員会 1989, p. 660.